# جايمي جيفرسون
جايمي جيفرسون هو لاعب قفز طويل كوبي، ولد في 17 يناير 1962 في غونتانامو في كوبا.

## وصلات خارجية
- جايمي جيفرسون على موقع الاتحاد الدولي لألعاب القوى (الإنجليزية)
- جايمي جيفرسون على موقع أوليمبيديا (الإنجليزية)